# (32888) 1993 TD27
1993 TD27 (asteroide 32888) é um asteroide da cintura principal. Possui uma excentricidade de 0.23189550 e uma inclinação de 3.03830º.
Este asteroide foi descoberto no dia 9 de outubro de 1993 por Eric Walter Elst em La Silla.